# Luchthaven Mo i Rana Rossvoll
Luchthaven Mo i Rana Rossvoll (IATA: MQN, ICAO: ENRA) is een vliegveld bij de Noorse stad Mo i Rana in de provincie Nordland. Het vliegveld wordt geëxploiteerd door het staatsbedrijf Avinor. Het ligt bij het dorp Rossvoll aan de E6, een kleine 10 kilometer ten noordoosten van Mo.
Het vliegveld is geopend in 1968 toen er op meerdere plaatsen in vooral het noorden van Noorwegen nieuwe vliegvelden met korte landingsbanen werden gebouwd. Het vliegveld wordt bediend door Widerøe. De maatschappij vliegt dagelijks  op Trondheim, Bodø en Oslo.
In 2017 werd een plan aangenomen in de Storting om bij Mo een geheel nieuw vliegveld te bouwen. Het nieuwe vliegveld zal een langere landingsbaan krijgen om grotere vliegtuigen te kunnen ontvangen. Het nieuwe vliegveld zal aan de E12 komen.